# Synaptická štěrbina
Synaptická štěrbina je úzký mezibuněčný prostor nacházející se v synaptické oblasti (a to konkrétně u chemických synapsí). Štěrbina má na šířku pouhých 30–40 nanometrů a odděluje membrány dvou buněk nacházejících se na synapsi. Tyto membrány se označují jako presynaptická (před synapsí) a postsynaptická (za synapsí).
Synaptická štěrbina je prostor, do kterého se z presynaptické buňky vylévají neurotransmitery. Ty jsou vyráběny v buněčném těle těchto buněk a následně transportovány do oblasti synapsí, kde jsou uloženy ve váčcích čekajících na podnět. V reakci na podnět dochází k jejich splynutí s presynaptickou membránou a k vylití obsahu právě do synaptické štěrbiny. Neurotransmitery difundují k receptorům, které se nachází na postsynaptické membráně, a vážou se na ně, což následně způsobuje vznik jistého potenciálu na postsynaptické buňce.